# Тонти, Джулио
Джулио Тонти (итал. Giulio Tonti; 9 декабря 1844, Рим, Папская область — 11 декабря 1918, Рим, королевство Италия) — итальянский куриальный кардинал и папский дипломат. Титулярный епископ Самоса с 11 июля 1892 по 15 июля 1893. Апостольский делегат в Доминиканской Республике, на Гаити и в Венесуэле с 10 августа 1892 по 1 октября 1894. Апостольский администратор ad nutum Sanctæ Sedi архиепархии Порт-о-Пренса с 24 февраля 1893 по 1 октября 1894. Апостольский администратор епархии Гонаива с 24 февраля 1893 по 23 августа 1902. Титулярный архиепископ Сарда с 15 июля 1893 по 1 октября 1894. Архиепископ Порт-о-Пренса с 1 октября 1894 по 23 августа 1902. Титулярный архиепископ Анкиры с 23 августа 1902. Апостольский нунций в Бразилии с 27 августа 1902 по 4 октября 1906. Апостольский нунций в Португалии с 4 октября 1906 по 25 октября 1910. Префект Священной Конгрегации по делам монашествующих с 13 февраля 1917 по 11 декабря 1918. Кардинал-священник с 6 декабря 1915, с титулом церкви Санти-Сильвестро-э-Мартино-ай-Монти с 9 декабря 1915.